# Aedes bougainvillensis
Aedes bougainvillensis är en tvåvingeart som beskrevs av E. Sydney Marks 1947. Aedes bougainvillensis ingår i släktet Aedes och familjen stickmyggor. Inga underarter finns listade i Catalogue of Life.